# 大聖安東尼教堂

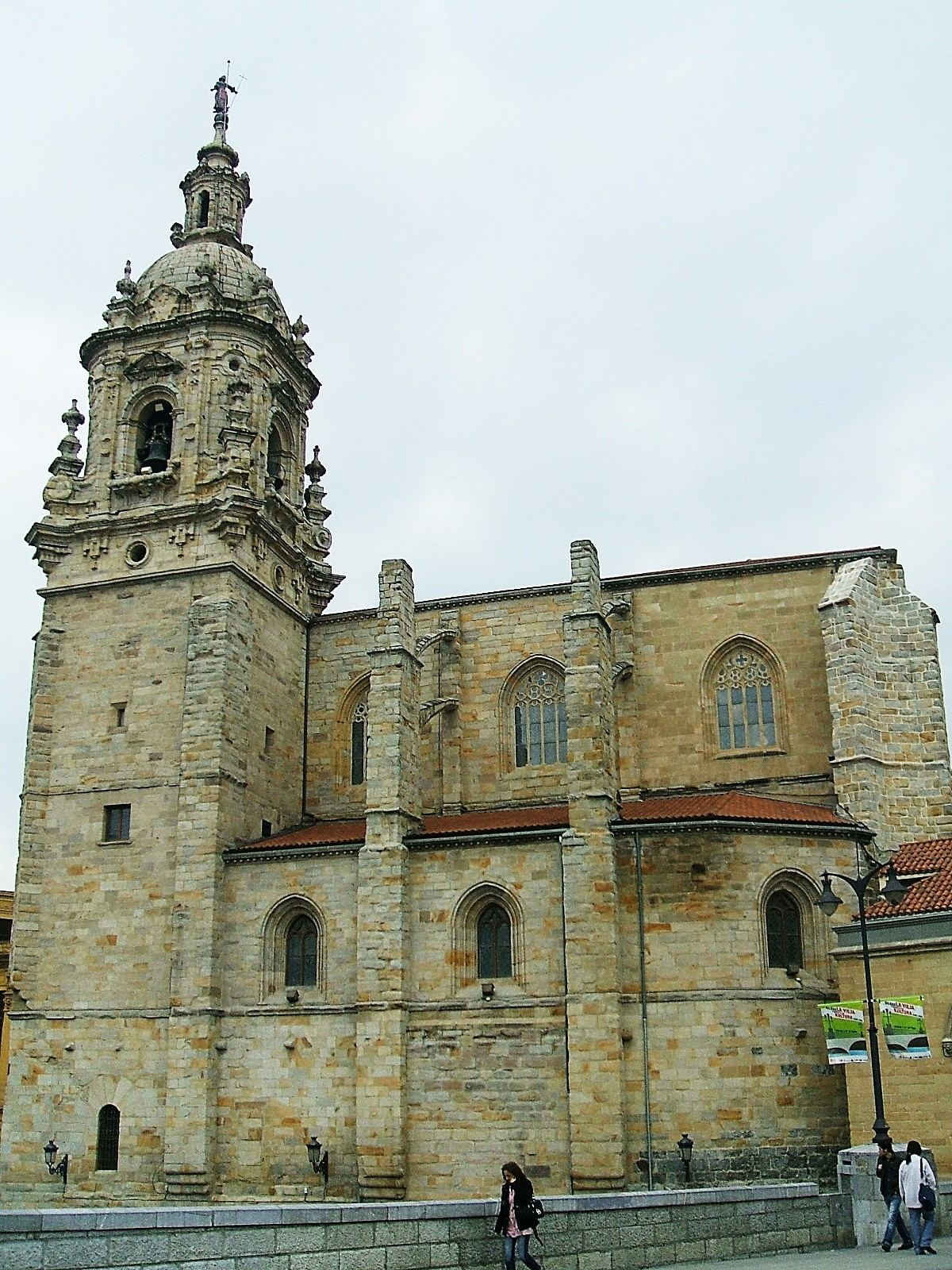
大聖安東尼教堂

大聖安東教堂（Church of San Antón）是一座位於西班牙畢爾包舊城的教堂，奉獻給聖安東尼。這座教堂是一座哥特式建築，始建於15世紀末期。歷史上大聖安東教堂曾多次遭到洪水侵襲。